# Gareth Edwards (regista)
Gareth James Edwards (Nuneaton, 1º giugno 1975) è un regista, sceneggiatore ed effettista britannico.
Nella sua carriera come regista è noto per aver diretto diversi blockbuster di successo, tra cui Godzilla (2014), primo film del franchise e universo condiviso Monsterverse, Rogue One: A Star Wars Story (2016) dell'universo di Guerre stellari. Dopo una pausa di quasi un decennio è tornato al cinema con The Creator (2023) e Jurassic World - La rinascita (2025) del franchise di Jurassic Park.

## Biografia

### Primi anni
Nato nel 1975 a Nuneaton, Warwickshire. Fin da bambino voleva lavorare nel cinema a dirigere film affermando: «Guerre stellari è sicuramente la ragione per cui ho voluto diventare un regista». Ha iniziato la propria carriera lavorando nel campo degli effetti speciali per serie TV e documentari per quali ha anche ricevuto dei riconoscimenti internazionali.
Nel 2005 con alle spalle vari lavori negli aspetti tecnici di piccole produzioni televisive, esordisce sceneggiando e dirigendo il docu-drama sempre per la televisione End Day in cui vengono analizzate varie cause d'estinzione umana (megatsunami, asteroide killer, pandemia globale, esplosione di un supervulcano e nuova malattia). In seguito nel 2006 dirige le prime due puntate della serie di documentari di Discovery Channel intitolata Perfect Disaster: in una viene analizzato un tornado di grado F5 sulla Scala Fujita che ha colpito Dallas mentre nella seconda viene analizzata la tempesta solare che avrebbe colpito New York nel 2011.
Nel 2007 cura gli effetti speciali del documentario di David Sington e Christopher Riley intitolato In the Shadow of the Moon, premiato al Sundance Film Festival, mentre nel 2008 dirige la puntata della serie documentaristica Heroes and Villains dedicata al condottiero Attila. Nello stesso anno dirige infine il cortometraggio Factory Farmed.
Dopo tutte queste esperienze, nel 2010, Edwards era alla ricerca di un progetto che potesse fungere da sbocco per il cinema in cui poter convogliare le esperienze avute e le tematiche, soprattutto catastrofiche, trattate anche nei suoi precedenti lavori.

### Monsters(2010)
Ispirandosi a film come 28 giorni dopo di Danny Boyle, Cloverfield di Matt Reeves, District 9 di Neill Blomkamp e Jurassic Park di Steven Spielberg, il regista nel 2009 iniziò a lavorare a una sceneggiatura dai toni horror fantascientifici, dando una premessa su ciò che sarebbe stato il suo film di debutto: «Sei anni fa, una sonda della NASA è tornata nel Nuovo Messico con un contenuto alieno, che improvvisamente ha preso a crescere e a proliferare, contagiando e occupando tutto il sud degli Stati Uniti e il nord del Messico. Ora, un giornalista americano accetta di scortare un turista USA da questa terra di nessuno alla salvezza».
Occupandosi oltre che della sceneggiatura, anche di regia, effetti speciali, fotografia, scenografia e, in parte, del montaggio potendo contare su una troupe solitamente composta, compresi Edwards stesso e gli attori, da solo 7 persone data l'esiguità del budget a disposizione. Edwards si è infatti aiutato con il limitato fondo finanziario offertogli dalla Vertigo Films (approssimativamente quindicimila $ nella lavorazione, circa 500 000 $ totali) per il sostentamento della lavorazione nell'America centrale, tra Messico, Guatemala, Belize e in parte negli Stati Uniti stessi. Ad aiutarlo nella realizzazione, furono incaricati dalla Vertigo, Allan Niblo e James Richardson come supervisori della produzione.
Edwards per questo film non ha scritto una vera e propria sceneggiatura, stendendo tutt'al più degli scena per scena assenti di dialogo, lasciando agli attori libera creatività riguardo alle battute. Secondo il regista, dall'idea originale fino al concepimento finale, l'opera è essenzialmente un road movie che intreccia in esso amore (il rapporto tra i due protagonisti) e fantascienza, mescolando a sé elementi romantici e di film di mostri. Comunque, l'intenzione di Edwards era di realizzare «qualcosa come un Lost in Translation che incontra La guerra dei mondi».
Quando il film uscì nelle sale cinematografiche nel 2010, si rivelò un successo sia in termini di incassi, con quasi 5 milioni di dollari al botteghino in tutto il mondo, che in termini di critica, consacrandolo nella scena di Hollywood. Moviefone classificò Monsters alla terza posizione nella lista dei migliori film di fantascienza del 2010.

### Ultimi lavori
Nel 2014 è la volta del suo primo lungometraggio di Hollywood. Si tratta del reboot di Godzilla, un blockbuster prodotto dalla Warner Bros. e dalla Legendary Pictures che nuovamente riscuote grande successo sia di critica, che ha lodato la rappresentazione dei mostri e la regia della parte finale del film, che di pubblico con 529 milioni di dollari di incassi a fronte di un budget di 160.
Nel 2016 dirige Rogue One: A Star Wars Story, primo spin-off ufficiale della saga di Guerre stellari. Il film è ambientato poco prima degli eventi di Una nuova speranza, ed è incentrato su un gruppo di spie ribelli in missione per rubare i piani della nuova arma dell'Impero Galattico, la Morte Nera.
Durante le riprese è stato visitato dal creatore della saga George Lucas e Gareth per alleggerire la tensione sul set aveva appeso nella sua stanza i poster dei precedenti spin-off di Guerre stellari, quelli dell'Holiday Special e L'avventura degli Ewoks e per questo li avrebbe fatti sparire. Visitò anche il set del secondo spin-off Solo: A Star Wars Story raccontando di essere rimasto geloso dell'operato sul film e che fosse la pellicola più difficile da realizzare per i nuovi film della saga.

## Filmografia

### Regista

#### Cinema
- Factory Farmed (2008) - cortometraggio
- Monsters (2010)
- Godzilla (2014)
- Rogue One: A Star Wars Story (2016)
- The Creator (2023)
- Jurassic World - La rinascita (Jurassic World Rebirth) (2025)

#### Televisione
- End Day - film TV (2005)
- Perfect Disaster - documentario, 2 episodi (2006)
- Heroes and Villains - documentario, 1 episodio (2008)

### Sceneggiatore

#### Cinema
- Factory Farmed, regia di Gareth Edwards (2008)
- Monsters, regia di Gareth Edwards (2010)
- The Creator, regia di Gareth Edwards (2023)

#### Televisione
- End Days, regia di Gareth Edwards - film TV (2005)

### Supervisore agli effetti speciali

#### Cinema
- Monsters, regia di Gareth Edwards (2010)

#### Televisione
- Seven Wonders of the Industrial World - documentario, 7 episodi (2003)
- Hiroshima: BBC History of World War II, regia di Paul Wilmshurst - documentario (2005)
- Space Race - documentario, 2 episodi (2005)
- Perfect Disaster - documentario, 2 episodi (2006)
- In the Shadow of the Moon, regia di David Sington e Christopher Riley - documentario (2007)

### Altro
- Nova - serie TV, 2 episodi (2002-2003) - animatore
- Factory Farmed, regia di Gareth Edwards (2008) - cortometraggio, direttore della fotografia/montatore
- Monsters, regia di Gareth Edwards (2010) - direttore della fotografia/montatore/scenografo
- Monsters: Dark Continent, regia di Tom Green (2014) - produttore esecutivo

## Riconoscimenti
Primetime Emmy Awards 
- 2006 – Nomination ai Miglior effetti visivi in una serie televisiva

 British Independent Film Awards 
- 2010 – Candidatura al Miglior film per Monsters
- 2010 – Candidatura al Premio Douglas Hickox  per Monsters
- 2010 – Miglior regista per Monsters
- 2010 – Miglior produzione per Monsters
- 2010 – Miglior contributo tecnico per Monsters

 Saturn Awards 
- 2010 - Nomination Miglior edizione speciale DVD per Monsters
- 2010 – Miglior film internazionale per Monsters

 National Board of Review of Motion Pictures 
- 2010 - Tra i Migliori film indipendenti per Monsters[14]

 Scream Award 
- 2011 – Nomination Miglior film di fantascienza per Monsters
- 2011 – Miglior film indipendente per Monsters

 Premio BAFTA 
- 2011 - Candidatura al miglior esordio britannico da regista, sceneggiatore o produttore per Monsters

 Empire Awards 
- 2011 - Candidatura al Miglior film britannico per Monsters
- 2011 – Candidatura al Miglior debutto per Monsters

 Teen Choice Awards 
- 2014 - Nomination Miglior film per Godzilla
- 2014 – Nomination Miglior attacco con sibilio per Godzilla